# Óptica geométrica

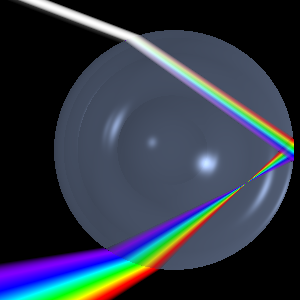
Formación de un arcoíris por medio de la óptica geométrica.

En física, la óptica geométrica es parte de las leyes fenomenológicas de Snell de la reflexión y la refracción. A partir de ellas, basta hacer geometría con los rayos luminosos para la obtención de las fórmulas que corresponden a los espejos, dioptrio y lentes, obteniendo así las leyes que gobiernan los instrumentos ópticos a que estamos acostumbrados.
La óptica geométrica usa la noción de rayo luminoso; es una aproximación del comportamiento que corresponde a las ondas electromagnéticas (la luz) cuando los objetos involucrados son de tamaño mucho mayor que la longitud de onda de la fuente de luz; ello permite despreciar los efectos derivados de la difracción, comportamiento ligado a la naturaleza ondulatoria de la luz. 
Esta aproximación es llamada de la Eikonal y permite derivar la óptica geométrica a partir de algunas de las ecuaciones de Maxwell.

## Propagación de la luz
Como se indicó anteriormente, en la óptica geométrica, la luz se propaga como una línea recta a una velocidad aproximada de 3*108 ms-1. La naturaleza ondulatoria de la luz puede ser despreciada debido a que aquí la luz es como un chorro lineal de partículas que pueden colisionar y, dependiendo del medio, se puede conocer cual es su camino a seguir. Estos rayos pueden ser absorbidos, reflejados o desviados siguiendo las leyes de la mecánica.

## Reflexión y refracción

Reflexión de la luz, un haz choca contra un espejo y se refleja.

El fenómeno más sencillo de esta teoría es la de la reflexión, si pensamos unos minutos en los rayos luminosos que chocan mecánicamente contra una superficie que puede reflejarse. La proporción entre los rayos que chocan y los que salen expedidos está regulada por los ángulos de éstos en relación con una línea perpendicular a la superficie en la que se reflejan. Entonces la ley de reflexión nos dice que el ángulo incidente es igual al ángulo reflejado con la perpendicular al espejo y la luz:

(1){\displaystyle \ \theta _{\tau }=\theta _{i}}

La segunda ley de la reflexión nos indica que el rayo incidente, el rayo reflejado y la normal con respecto a la superficie reflejada están en el mismo plano.

### Ley de Snell
El índice de refracción "n" de un medio viene dado por la siguiente expresión, donde "v" es la velocidad de la luz en ese medio, y "c" la de la luz en el vacío:

{\displaystyle n={\frac {c}{v}}}

Ya que la velocidad de la luz en los materiales depende del índice de refracción, y el índice de refracción depende de la frecuencia de la luz, la luz a diferentes frecuencias viaja a diferentes velocidades a través del mismo material. Esto puede causar distorsión de ondas electromagnéticas que se componen de múltiples frecuencias, llamada dispersión.
Los ángulos de incidencia (i) y de refracción (r) entre dos medios y los índices de refracción están relacionados por la Ley de Snell. Los ángulos se miden con respecto al vector normal a la superficie entre los medios: 

{\displaystyle n_{i}\cdot \sin(\alpha _{i})=n_{r}\cdot \sin(\alpha _{r})}

## Lentes
Las lentes con superficies de radios de curvatura pequeños tienen distancias focales cortas. Una lente con dos superficies convexas siempre refractará los rayos paralelos al eje óptico de forma que converjan en un foco situado en el lado de la lente opuesto al objeto. Una superficie de lente cóncava desvía los rayos incidentes paralelos al eje de forma divergente; a no ser que la segunda superficie sea convexa y tenga una curvatura mayor que la primera, los rayos divergen al salir de la lente, y parecen provenir de un punto situado en el mismo lado de la lente que el objeto. Estas lentes sólo forman imágenes virtuales, reducidas y no invertidas.
Si la distancia del objeto es mayor que la distancia focal, una lente convergente forma una imagen real e invertida. Si el objeto está lo bastante alejado, la imagen será más pequeña que el objeto. Si la distancia del objeto es menor que la distancia focal de la lente, la imagen será virtual, mayor que el objeto y no invertida. En ese caso, el observador estará utilizando la lente como una lupa o microscopio simple. El ángulo que forma en el ojo esta imagen virtual aumentada (es decir, su dimensión angular aparente) es mayor que el ángulo que formaría el objeto si se encontrara a la distancia normal de visión. La relación de estos dos ángulos es la potencia de aumento de la lente. Una lente con una distancia focal más corta crearía una imagen virtual que formaría un ángulo mayor, por lo que su potencia de aumento sería mayor. La potencia de aumento de un sistema óptico indica cuánto parece acercar el objeto al ojo, y es diferente del aumento lateral de una cámara o telescopio, por ejemplo, donde la relación entre las dimensiones reales de la imagen real y las del objeto aumenta según aumenta la distancia focal.
La cantidad de luz que puede admitir una lente aumenta con su diámetro. Como la superficie que ocupa una imagen es proporcional al cuadrado de la distancia focal de la lente, la intensidad luminosa de la superficie de la imagen es directamente proporcional al diámetro de la lente e inversamente proporcional al cuadrado de la distancia focal. Por ejemplo, la imagen producida por una lente de 3 cm de diámetro y una distancia focal de 20 cm sería cuatro veces menos luminosa que la formada por una lente del mismo diámetro con una distancia focal de 10 cm. La relación entre la distancia focal y el diámetro efectivo de una lente es su relación focal, llamada también número f. Su inversa se conoce como abertura relativa. Dos lentes con la misma abertura relativa tienen la misma luminosidad, independientemente de sus diámetros y distancias focales.

## Espejos
Hay tres tipos de espejos:
- Planos: si el espejo no presenta curvatura diremos que es un espejo plano.

- Cóncavos o divergentes: si la curvatura de un espejo es "hacia adentro" desde el punto de vista observado diremos que es un espejo cóncavo.

- Convexos o convergentes: si la curvatura de un espejo esta "hacia afuera" desde el punto de vista observado diremos que es un espejo convexo.

## Prismas
Un prisma es un objeto capaz de refractar, reflejar y descomponer la luz en los colores del arcoíris. Generalmente, estos objetos tienen la forma de un prisma triangular, de ahí su nombre.
De acuerdo con la ley de Snell, cuando la luz pasa del aire al vidrio del prisma disminuye su velocidad, desviando su trayectoria y formando un ángulo con respecto a la interfase. Como consecuencia, se refleja o se refracta la luz. El ángulo de incidencia del haz de luz y los índices de refracción del prisma y el aire determinan la cantidad de luz que será reflejada, la cantidad que será refractada o si sucederá exclusivamente alguna de las dos cosas.
1. Los prismas reflectivos son los que únicamente reflejan la luz, como son más fáciles de elaborar que los espejos, se utilizan en instrumentos ópticos como los prismáticos, los monoculares y otros.
2. Los prismas dispersivos son usados para descomponer la luz en el espectro del arcoíris, porque el índice de refracción depende de la frecuencia (ver dispersión); la luz blanca entrando al prisma es una mezcla de diferentes frecuencias y cada una se desvía de manera diferente. La luz azul es disminuida a menor velocidad que la luz roja.
3. Los prismas polarizantes separan cada haz de luz en componentes de variante polarización.